# Ayen (tổng)
Le Tổng Ayen là một tổng của Pháp tọa lạc tại tỉnh Corrèze trong vùng Lumousin.

## Địa lý
Ce canton est organisé autour d'Ayen trong quận Brive-la-Gaillarde. Độ cao khu vực này là 99 m (Brignac-la-Plaine) à 379 m (Ayen) độ cao trung bình trên mực nước biển là 275 m.

## Hành chính
| Giai đoạn | Ủy viên       | Đảng | Tư cách |
| --------- | ------------- | ---- | ------- |
| 2004-2011 | Gérard Bonnet | PS   |         |

### Kết quả bầu cử tổng này ngày 21 tháng 3 năm 2004
- Gérard Bonnet (PS)
- Tristan Vigier (UMP)
- Jean-Louis Faure (PCF)
- Paul Reynal (divers droite), thị trưởngAyen
- Marc Esnoult (FN)

## Phân chia đơn vị hành chính
Tổng Ayen được chia thành 11 xã và khoảng 7 812 người (điều tra dân số năm 1999 không tính trùng dân số).
| Xã                | Dân số | Mã bưu chính | Mã insee |
| ----------------- | ------ | ------------ | -------- |
| Ayen              | 623    | 19310        | 19015    |
| Brignac-la-Plaine | 808    | 19310        | 19030    |
| Louignac          | 186    | 19310        | 19120    |
| Objat             | 3 372  | 19130        | 19153    |
| Perpezac-le-Blanc | 405    | 19310        | 19161    |
| Saint-Aulaire     | 744    | 19130        | 19182    |
| Saint-Cyprien     | 248    | 19130        | 19195    |
| Saint-Robert      | 334    | 19310        | 19239    |
| Segonzac          | 239    | 19310        | 19253    |
| Vars-sur-Roseix   | 254    | 19130        | 19279    |
| Yssandon          | 599    | 19310        | 19289    |

## Thông tin nhân khẩu
| 1962                                                     | 1968  | 1975  | 1982  | 1990  | 1999  |
| -------------------------------------------------------- | ----- | ----- | ----- | ----- | ----- |
| 6 864                                                    | 7 465 | 7 573 | 7 790 | 7 681 | 7 812 |
| Nombre retenu à partir de 1962 : dân số không tính trùng |       |       |       |       |       |